# Samson Ebukam
Nnamka Samson Ebukam (Emmaus, Nigeria, 9 de mayo de 1995) más conocido como Samson Ebukam, es un jugador profesional nigeriano de fútbol americano que se desempeña en la posición de defensive end en Indianapolis Colts, equipo de la National Football League (NFL).

## Carrera
Fue seleccionado en la cuarta ronda en la Reunión Anual de Selección de Jugadores de la NFL de 2017. Hizo su debut profesional con el equipo Los Angeles Rams, en el cual jugó cuatro temporadas (2017-2021), después pasó a San Francisco 49ers (2021-2023), luego a Indianapolis Colts, donde lleva jugando una temporada.